# Laxenecera sexfasciata
Laxenecera sexfasciata là một loài ruồi trong họ Asilidae. Laxenecera sexfasciata được Walker miêu tả năm 1851. Loài này phân bố ở miền Ấn Độ - Mã Lai.